# Nossendorf
Nossendorf település Németországban, Mecklenburg-Elő-Pomeránia tartományban. Lakosainak száma 665 fő (2023. december 31.). Nossendorf Demmin és Warrenzin községekkel határos.

## Népesség
A település népességének változása:
| Lakosok száma | 706  | 676  | 657  | 660  | 665  |
|               | 2017 | 2019 | 2021 | 2022 | 2023 |